# Бег (Судогодский район)
Бег — посёлок в Судогодском районе Владимирской области. Входит в состав Муромцевского сельского поселения.

## География
Посёлок расположен в 1 км на юго-запад от Судогды.
Улицы: Лесная, Механизаторов, Мира, Новая, Октябрьская, Спортивная.

## История
В конце XIX — начале XX века на месте посёлка существовала деревня Щукино, входившая в состав Бережковской волости Судогодского уезда. 
В 1920-е годы на месте деревни возник посёлок при конезаводе с названием Бег. С 1929 года посёлок входил в состав Афонинского сельсовета Судогодского района, с 1954 года — в составе Судогодского сельсовета, с 1979 года — центр Беговского сельсовета, с 2005 года — в составе Муромцевского сельского поселения.

## Население
| 1859 | 1926 | 1959 | 1970 | 1979 | 1983 | 2002 |
| ---- | ---- | ---- | ---- | ---- | ---- | ---- |
| 32   | ↘14  | ↗308 | ↗556 | ↗704 | ↗843 | ↗986 |
| 2010 | 2021 |      |      |      |      |      |
| ↘948 | ↘340 |      |      |      |      |      |

## Инфраструктура
В посёлке имеются детский сад, фельдшерско-акушерский пункт.

## Достопримечательности
29 августа 2009 года, в день Спаса Нерукотворного в поселке по благословению архиепископа Владимирского и Суздальского Евлогия воздвигнут крест на окраине посёлка на месте предполагавшегося строительства часовни во имя благоверных князя Петра и княгини Февронии Муромских. Почти пять лет строительство часовни не начиналось, пока местный житель Валерий Смирнов не передал земельный участок в центре посёлка в дар Екатерининскому приходу в Судогде. В этом же году был заложен фундамент и установлен деревянный сруб. 17 марта 2015 года на часовню был установлен Крест. 30 марта митрополит Евлогий освятил часовню. Часовня приписана к Екатерининскому храму города Судогда. Богослужения совершается причтом храма.